# Valentín Barco
Valentín Barco (ur. 23 lipca 2004 w 25 de Mayo) – argentyński piłkarz występujący na pozycji lewego obrońcy lub lewego pomocnika, reprezentant Argentyny. Uczestnik Mistrzostw Świata U-20 w piłce nożnej 2023.